# Dettelbacher Stadtbefestigung

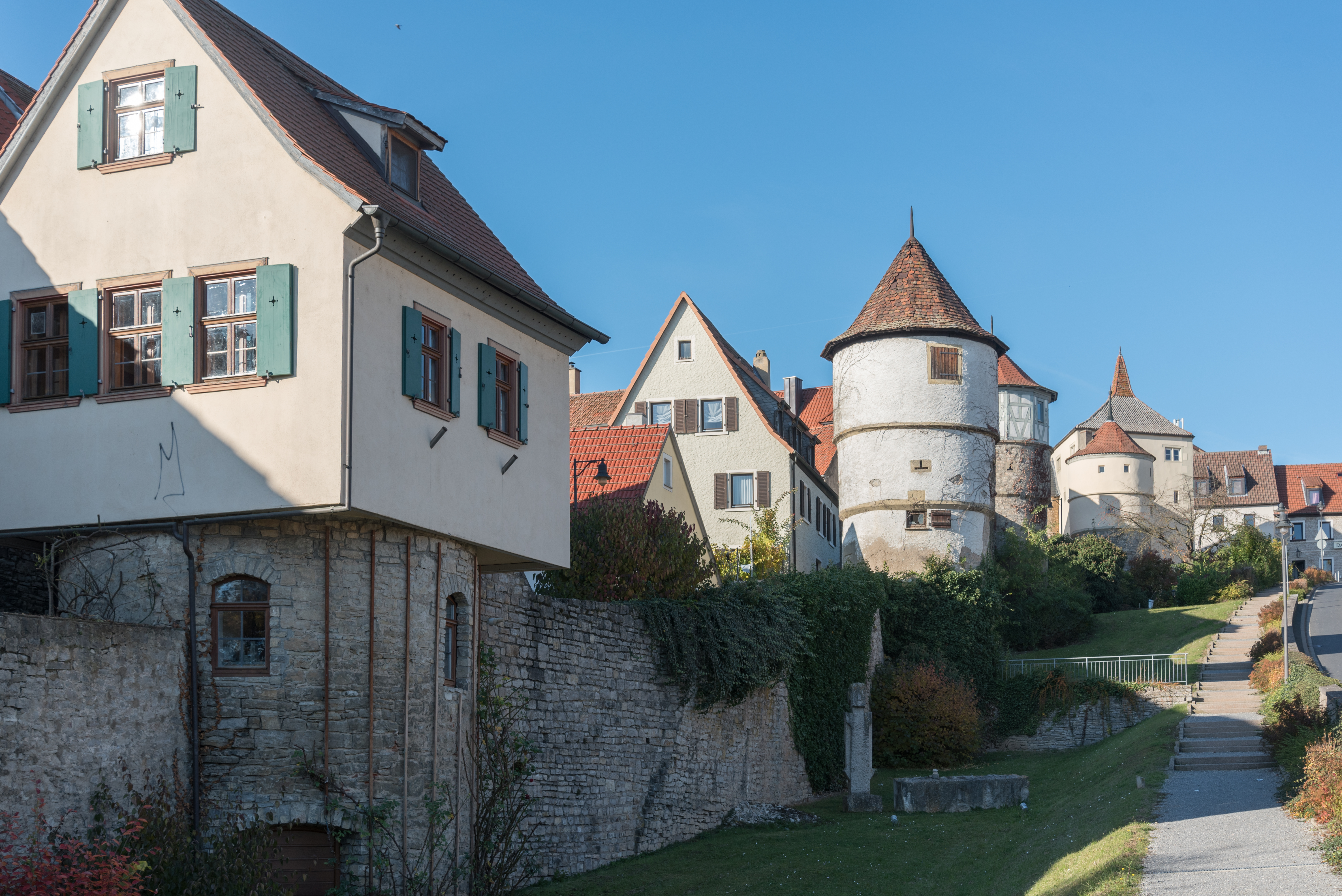
Die Partie entlang der Straße am Felsenkeller/Östliche Stadtmauer im Osten Dettelbachs

Die ehemalige Dettelbacher Stadtbefestigung umgibt die Altstadt des unterfränkischen Dettelbach als Ringmauer mit Türmen, Toren und Grabenresten. Bis heute haben sich weite Teile der Anlage erhalten, die noch aus der Zeit der Stadterhebung an der Wende vom 15. zum 16. Jahrhundert stammt.

## Geschichte

### Stadterhebung und -befestigung (bis 1631)
Die Entstehung der Stadtbefestigung von Dettelbach ist eng mit der Entwicklung der Kernstadt verbunden. Lange Zeit besaß Dettelbach keinen städtischen Charakter, sondern präsentierte sich als dörfliche Siedlung. Bereits seit karolingischer Zeit bestand ein königlicher Meierhof auf der höchsten Erhebung im heutigen Stadtgebiet, der Kirchenzinne. Im Laufe des Hoch- und Spätmittelalters befestigten die Ritter von Dettelbach den Berg und bauten eine Burg, ihren Stammsitz, an die Stelle des ehemaligen Rentamtes. Das Dorf war zu dieser Zeit vielleicht mit einer Hecke und einem Graben umgeben (Dorfhag).
Diese erste Befestigung wurde erst in der zweiten Hälfte des 15. Jahrhunderts ersetzt. Der Würzburger Bischof Rudolf II. von Scherenberg förderte während seiner Regierungszeit das Dorf Dettelbach und ließ ihm 1484 durch Kaiser Friedrich III. das Stadt- und Marktrecht verleihen. Kurze Zeit später begann wohl auch der Bau der Stadtmauer, die die zur Stadt gewordene Siedlung auch äußerlich von ihrem Umland unterschied. Die ältere Literatur verweist allerdings darauf, dass eine unvollkommene Befestigung schon früher bestand. So soll der Mainstockheimer Turm an der Südwestecke auf das Jahr 1453 zurückgehen.
Der Unterhalt der Stadtbefestigung lag weitgehend in den Händen der Stadtbevölkerung, nachdem sie das Marktrecht erhalten hatte. Deshalb erscheint die Befestigung urkundlich erstmals in einer Bürgermeisterrechnung der jungen Stadt. 1532 ist von den fünf „Torschließern“ die Rede, die einen Jahreslohn von 5 Gulden bekommen sollten. Bereits damals bestanden also die ursprünglich fünf Tore als einzige Durchlässe. Die Ummauerung war 1532 weitgehend fertiggestellt. Wahrscheinlich wurde 1550 das Faltertor erstmals renoviert.
Die in der Urkunde genannten Torschließer hatten eine bedeutende Rolle zur Aufrechterhaltung der Geschlossenheit der Befestigung. Sie öffneten die Tore im Morgengrauen und schlossen sie wieder bei Sonnenuntergang. Ihnen oblag außerdem die Überwachung des die Stadt erreichenden Verkehrs, der insbesondere die Ost-West-Achse von Würzburg bzw. Bamberg kommend tangierte. Bei Nichterfüllung ihrer Pflicht wurden die Torwächter zu hohen Geldstrafen verurteilt. 1641 wurde der Torschließer des Brückertores sogar in den Herrenturm gesperrt.
Die erste kriegerische Auseinandersetzung erlebten die Befestigungen wohl schon im Deutschen Bauernkrieg 1525, als Stadtschwarzacher Bauern sich mit den Dettelbacher Ackerbürgern verbündeten und gemeinsam gegen Würzburg zogen. Im Dreißigjährigen Krieg, etwa 100 Jahre später, hatte die Umwehrung der Stadt ihre Verteidigungsfunktion weitgehend eingebüßt. Den modernen Geschützen der Kriegsparteien konnten die mittelalterlichen Befestigungen nichts entgegensetzen. So öffnete die Bevölkerung 1631 den protestantischen Schweden kampflos ihre Stadt.

### Auflösung der Befestigung (bis heute)
In der Folgezeit investierten die Verantwortlichen nichts mehr in die veralteten Anlagen. Die Tore dienten allein als Zollstätte, wo der Warenverkehr für den örtlichen Markt versteuert wurde. Die Folge war ein Verfall der weniger repräsentativen Teile der Befestigung. So parzellierte man 1777 den Graben, der an vielen Stellen mit Wasser gefüllt war, und legte hier Gemüsegärten an. Zugleich verschwanden viele der kleineren Maueraufsätze und Türme, von denen ursprünglich einmal 52 bestanden haben sollen.

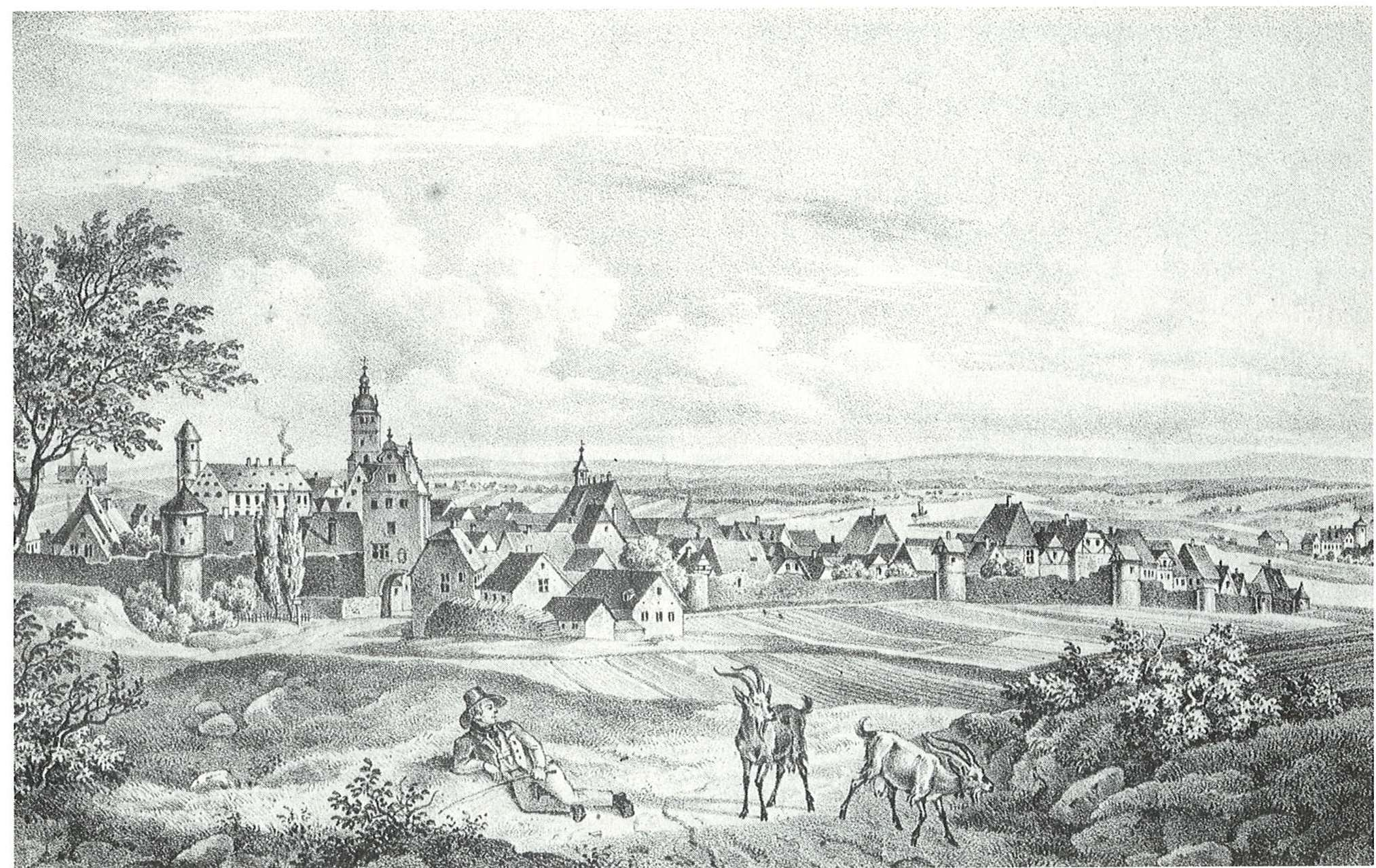
Der westliche Teil der Befestigung auf einem Stich von Anton Schleich, um 1840

1857 beklagte ein Chronist, die Mauern „sind größtenteils ruinös“. Die Verantwortlichen versuchten allerdings die charakteristischen Türme zu retten, indem man sie an Privatleute verkaufte. In der Mitte des 19. Jahrhunderts entstanden die markanten viereckigen Holzaufbauten oberhalb der mittelalterlichen Turmstümpfe. Hier konnten Arme und Tagelöhner leben. Die wachsende Stadt dehnte sich bis nahe an die Befestigung aus; die Mauern wurden teilweise mit Scheunen und Schuppen überbaut.
Ab der Mitte des 19. Jahrhunderts wurde auch der wachsende Verkehr zu einem Problem für die Überreste der Befestigung. Insbesondere das Neutor und das Steigtor an der Straße zwischen Würzburg und Bamberg behinderten die Fuhrwerke. Erste Klagen gab es 1844. Zwischen 1872 und 1873 wurden deshalb drei der fünf mittelalterlichen Tore eingerissen. Das Brückertor überstand wohl, weil es bereits 1833 an Privatleute veräußert worden war und ein Hausbrand eine weitere Bresche in die Befestigung geschlagen hatte. Der junge Denkmalschutz wurde erst 1903 auf die Befestigung aufmerksam und rettete das Faltertor vor dem Abbruch.
Im Jahr 1887 wandelte die Stadt die südlichen Teile des Grabens zur sogenannten Anlage um, einen Rundpark für die örtliche Bevölkerung. Zu dieser Zeit wurden weite Teile des noch erhaltenen Grabens verfüllt. Gleichzeitig veränderte sich zu Beginn des 20. Jahrhunderts der Umgang mit dem Baudenkmal Stadtbefestigung. Obwohl einzelne Türme immer noch vom Abriss bedroht sind, konnte sich das Ensemble in seiner Gesamtheit erhalten. Hierzu trug auch der wachsende Fremdenverkehr nach dem Zweiten Weltkrieg bei.
Ab den 1970er Jahren investierte die Stadt immer wieder Geld in die Renovierung und Instandhaltung besonders repräsentativer Mauerabschnitte. Die Standorte der ehemaligen Tore wurden mit Kunstwerken von örtlichen Bildhauern kenntlich gemacht. Heute bildet die Dettelbacher Stadtbefestigung die Begrenzung des Ensembles Altstadt Dettelbach. Die meisten erhaltenen Tore, Türme und Mauerreste wurden als Baudenkmal vom Bayerischen Landesamt für Denkmalpflege unter Schutz gestellt. Untertägige Überreste von Vorgängerbauten sind als Bodendenkmal vermerkt.

## Tore
Dettelbach hatte insgesamt fünf Tore – ein sechstes in die Vorstadt Kühngasse könnte bereits 1631 zerstört worden sein –, die zwischen dem 15. und 19. Jahrhundert die einzigen Zugänge in die Altstadt darstellten. Besonders bedeutsam für die wirtschaftliche Entwicklung waren das Steig- und das Neutor, die in Richtung Würzburg bzw. Bamberg wiesen. Alle Tore hatten Verteidigungsfunktionen, so konnten sie lediglich mit einer Zugbrücke über den davor liegenden Graben erreicht werden und bildeten zugleich die Zollgrenzen der Stadt. Die meisten Tore verschwanden in den 1870er Jahren, heute haben sich lediglich das Falter- und das Brückertor erhalten.

### Faltertor

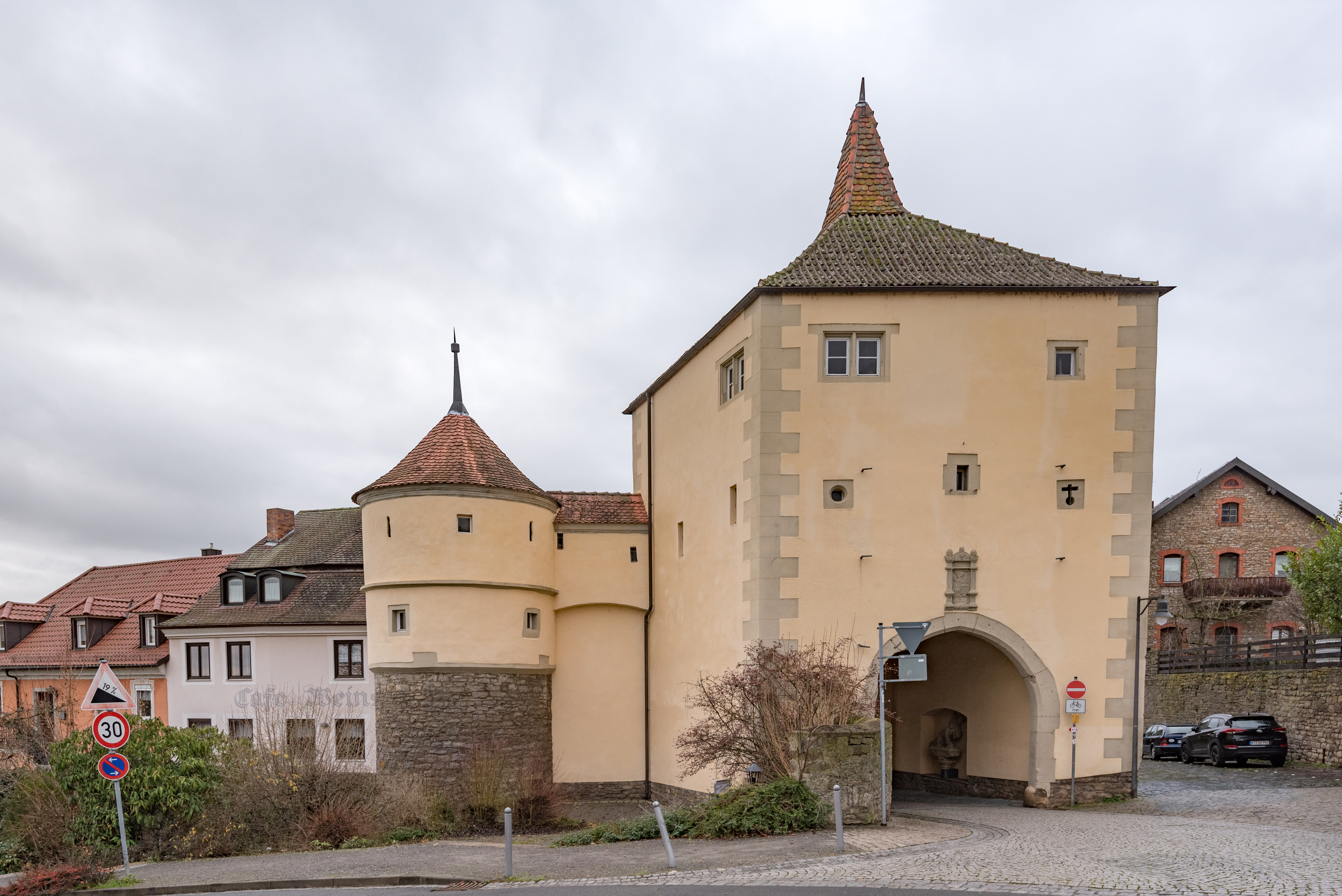
Das Faltertor in der Nordostecke der Befestigung

Das Faltertor gilt als das bedeutendere der beiden erhaltenen Tore. Es begrenzt die Altstadt im Nordosten an der nach ihm benannten Falterstraße und war früher für den aus Volkach und Sommerach kommenden Verkehr zuständig. Nachdem das Tor wahrscheinlich 1532 fertiggestellt war, wurde es bereits 1550 renoviert. Damals brachte man auch das Wappen des Würzburger Fürstbischofs Melchior Zobel von Giebelstadt am Gebäude an. Die Zollfunktion des Tores wurde mit dem Bau eines kleinen Zollhäuschen unterstrichen, das 1888 abgerissen wurde.
Nachdem die für den Verkehr wichtigeren Tore 1872 und 1873 abgerissen worden waren, beriet der Stadtrat 1899, das Faltertor ebenfalls zu entfernen. Nur dem Eingreifen des damaligen Generalkonservatoriums des Königreich Bayerns, des Vorgängers des heutigen Landesamtes für Denkmalpflege, ist der Erhalt des Tores zu verdanken. In der Folgezeit wurde das Ensemble aus Faltertor und benachbartem Männerturm zu einem beliebten Postkartenmotiv. Seit den 1960er Jahren besteht im Torturm das Kolping- und Handwerkermuseum Dettelbach.
Der Falterturm präsentiert sich als dreigeschossiger Rechteckbau mit Walmdach. Er schließt mit einer metallenen Turmspitze ab, die allerdings mit Ziegeln umgeben wurde und dem Turm sein markantes Äußeres verleiht. Ein rundbogiger Durchgang dominiert das Erdgeschoss. Auf der Stadtseite wurde ein kleiner Treppenturm an den eigentlichen Torturm angebaut; er erschließt das Museum im Obergeschoss. Wegen der Nutzung als Wohnhaus und Museum wurde die ursprüngliche Fensteraufteilung verändert. 49° 48′ 11,5″ N, 10° 9′ 49,4″ O

### Brückertor
Das Brückertor (auch Brücker Tor, Brückenturm) befindet sich im Norden der Dettelbacher Altstadt in der Eichgasse am Dettelbach. Durch dieses Tor ging es in den heutigen Ortsteil Brück, von dem es seinen Namen hat, und von hier erreichte der Verkehr aus Richtung Prosselsheim den Dettelbacher Markt. Indirekt wurde auch das Brückertor 1532 erstmals genannt. 1833 wurde es an Privatleute veräußert. Allerdings behielt sich die Stadt die Nutzung des Tordurchgangs vor.
Die Lage des Tors an einer lediglich regionalen Verbindung und der frühe Verkauf trugen dazu bei, dass der Bau erhalten blieb. Ebenso war hierfür ein Brand im Jahr 1897 ausschlaggebend: Durch die Katastrophe konnte weiter westlich eine Bresche in die Mauer geschlagen werden, sodass das Tor in eine Abseitslage geriet. Das Tor ist heute noch bewohnt, eine umfassende Renovierung fand zu Beginn des 21. Jahrhunderts statt. Es präsentiert sich als zweigeschossiger Satteldachbau mit Fachwerkobergeschoss. 49° 48′ 11,8″ N, 10° 9′ 38,1″ O

### Steigtor

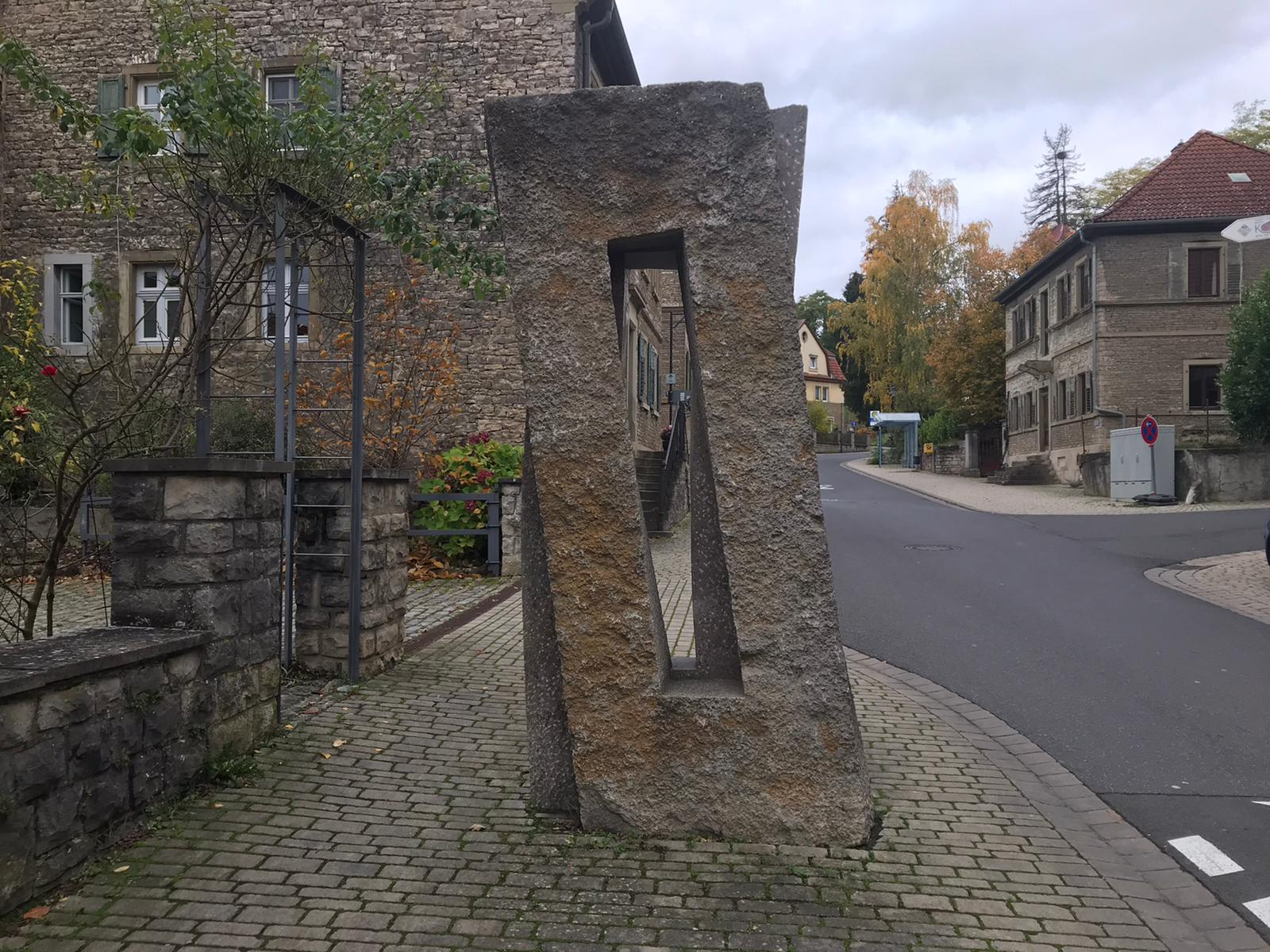
Das Kunstwerk am Standort des ehemaligen Steigtores

Wahrscheinlich war das verschwundene Steigtor der architektonisch herausragendste aller Torbauten der Stadt Dettelbach. Es stand an der heutigen Würzburger Straße. Hier wurde der Verkehr aus der Bistumsmetropole Würzburg verzollt. Da auch das Steigtor 1532 erstmals in den Quellen genannt ist, wurde es wahrscheinlich zur Zeit des Würzburger Bischofs Julius Echter von Mespelbrunn an der Wende zum 17. Jahrhundert renoviert. Der Dettelbacher Chronist Julius Göbel berichtete, dass man ein Wappen des Fürstbischofs an der stadtabgewandten Seite anbrachte.
Auf einem Stich aus dem Jahr 1840, der von dem Künstler Anton Schleich geschaffen wurde, nimmt das Steigtor einen prominenten Platz ein. Es präsentiert sich im Stil der Renaissance und schließt mit einem tiefgezogenen Staffelgiebel ab. Damit erinnert es an das Sommeracher Tor in Volkach oder an die Torbauten der Gemeinde Frickenhausen weiter mainabwärts. Das Steigtor wurde als erster Bau der alten Befestigung im März 1872 abgerissen. Heute erinnert eine vom Künstler Roger Bischoff geschaffene Stele an das alte Tor. Ein in die Straße eingelassener Poller verweist auf die ehemalige Zollstätte. 49° 48′ 7,8″ N, 10° 9′ 29″ O

### Neutor
Das Neutor, das seinem Namen nach etwas später als die anderen vier Tore entstand sein dürfte, verband das südöstliche Umland, Kloster Münsterschwarzach und Stadtschwarzach, mit der Stadt. Es lag an der heutigen Bamberger Straße und bildete zusammen mit dem Steigtor den wichtigsten Durchgang für den Fernverkehr, der durch Dettelbach lief. Vom Neutor hat sich lediglich eine Zeichnung aus dem Jahr 1796 erhalten, die jedoch nicht der Wirklichkeit zu entsprechen scheint. Es wurde 1873 abgerissen. Heute erinnern zwei Steinpfeiler an den Standort des ehemaligen Tores. 49° 48′ 5,9″ N, 10° 9′ 49,9″ O

### Maintor
Das Dettelbacher Maintor führte vom Dettelbacher Rathaus nach Süden in Richtung des schiffbaren Gewässers Main und der dort gelegenen Fähre in Richtung Mainsondheim. Vom Maintor hat sich die älteste Darstellung des Jahres 1577 erhalten, die allerdings nur wenige Details erkennen lässt. 1844 erschien das Tor in einer Schrift, die es als Grund für die Verkehrsbehinderung in Dettelbach ausmachte. Im Jahr 1857 wurden die Holztore am Maintor entfernt, sodass die Stadt nun auch symbolisch in der Nacht offen stand. Schließlich riss man das Maintor 1873 ab. 49° 48′ 3,1″ N, 10° 9′ 39,6″ O

## Mauertürme
Anders als bei vielen anderen Stadtmauern der Umgebung haben sich in Dettelbach viele der ehemaligen Mauertürme erhalten, wenn ihr Bestand auch schrumpfte. Ursprünglich soll die Anlage aus 52 Türmen bestanden haben, wobei möglicherweise die Aufsätze auf den Mauern mitgezählt wurden. Bereits in der Mitte des 19. Jahrhunderts war der Bestand auf etwa 40 geschrumpft. Ein Tiefststand mit rund 30 Türmen wurde zu Beginn des 20. Jahrhunderts erreicht. Noch immer sind die Türme, vor allem an den etwas abseits gelegenen Punkten der Mauer, bedroht. Um den Erhalt zu sichern, werden sie heute als Erbbaurecht an einzelne Einwohner übergeben.

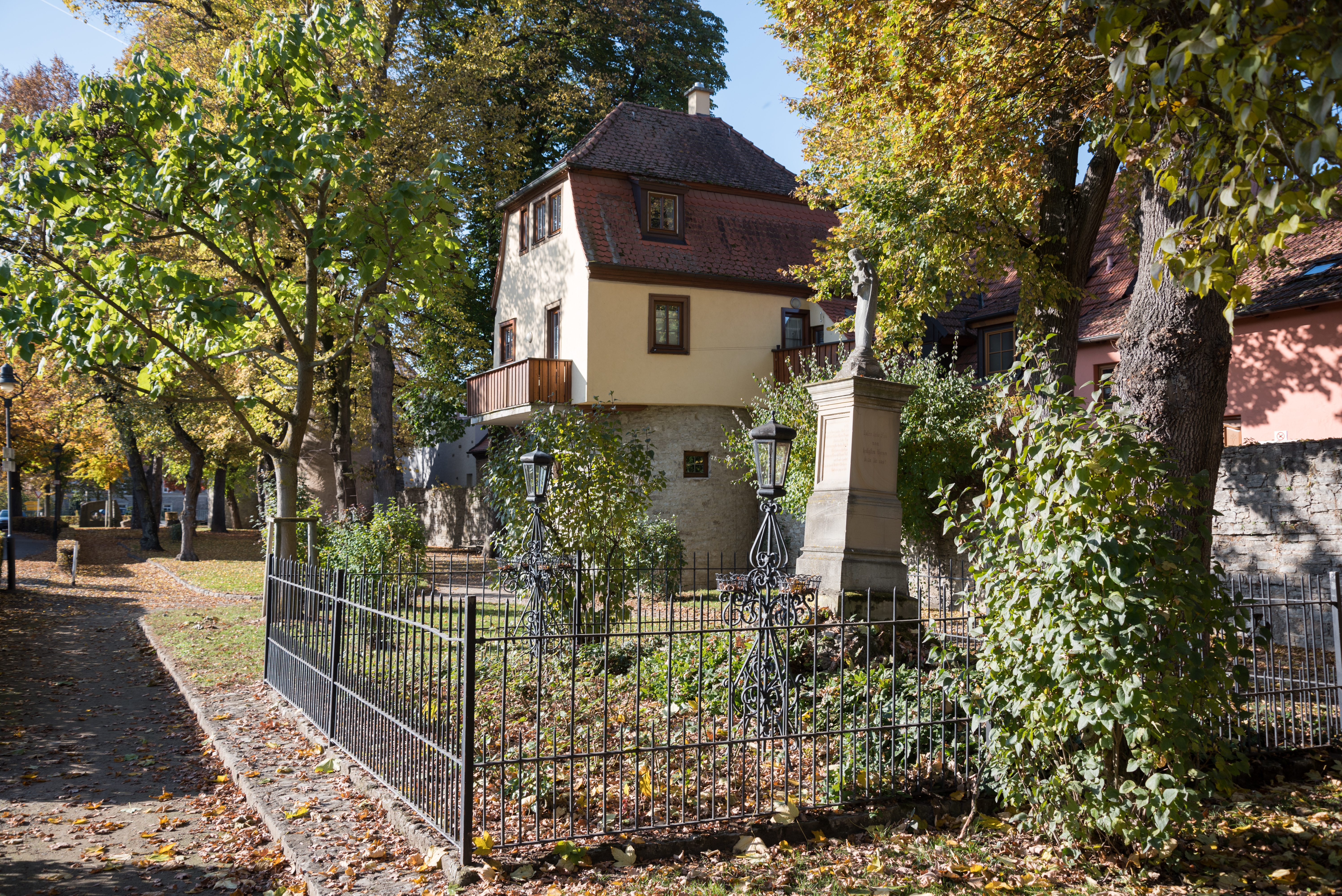
Der Mauerturm am Südring 4 mit dem davorliegenden Stadtpark

Besonders viele Mauertürme haben sich entlang der östlichen Stadtmauer, zwischen ehemaligem Neutor und dem Faltertor erhalten. Vor allem der sogenannte Rössnerturm mit der Adresse Östliche Stadtmauer 3 versinnbildlicht die typische Entwicklung der Mauertürme. Zunächst als reiner Wehrturm erbaut, hatte der Turm in den ersten Jahrhunderten seines Bestehens kein Fachwerkobergeschoss. Hier wurden eventuell Waffen zur Verteidigung der Stadt gelagert. Erst im 19. Jahrhundert erhielt der Turm den Fachwerkaufsatz. Durch die Aufstockung konnte er als Wohngebäude genutzt werden. (49° 48′ 10,1″ N, 10° 9′ 49,7″ O)
Die Aufsätze, die teilweise als Rechteckbauten auf die Rundtürme gesetzt wurden, sind typisch für die östlichen und südlichen Partien der Dettelbacher Befestigung und verleihen der Dettelbacher Stadtbefestigung ihr markantes Äußeres. Rechteckaufbauten sind am Turm Östliche Stadtmauer/Hirtengasse 12, am Südring 4 und 6 zu finden. Eingriffe in kleinerem Maßstab gab es an den Türmen Stadtgraben 2 und 4. Ebenfalls aus dem 19. Jahrhundert stammen wahrscheinlich die ausladenden Walmdächer, die beispielsweise in der Langgasse 24 zu finden sind. (49° 48′ 4,2″ N, 10° 9′ 44,3″ O)
Neben den heute als Wohntürmen genutzten kleineren Türmen haben sich zwei für die Stadtgeschichte bedeutsame Punkte erhalten. Der sogenannte Mainstockheimer Turm mit der Adresse Stadtgraben 6 gilt als der älteste erhaltene Überrest der Stadtbefestigung und soll auf die Mitte des 15. Jahrhunderts datieren. (49° 48′ 0,8″ N, 10° 9′ 33,6″ O) Der Männerturm in der Falterstraße bildet zusammen mit dem Faltertor ein beliebtes Fotomotiv; bis ins 19. Jahrhundert war er Stadtgefängnis. (49° 48′ 11,5″ N, 10° 9′ 48,7″ O)

## Weitere erhaltene Reste

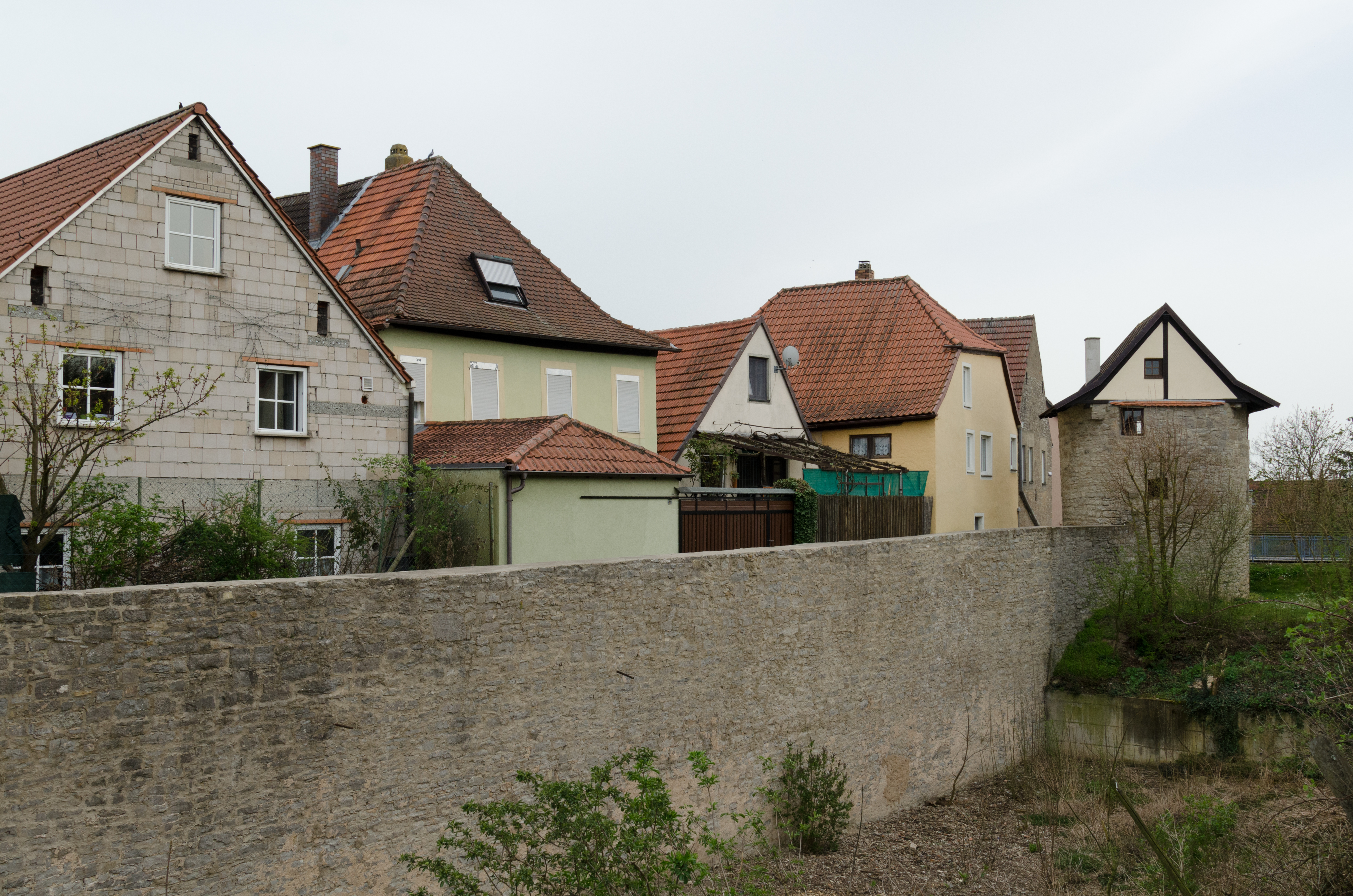
Mauer und Mauerturm im Westen der Altstadt, Adresse Am Stadtgraben 4

Überreste der ehemaligen Stadtbefestigung in Form von Mauern und Gräben haben sich nahezu überall um die Dettelbacher Altstadt mindestens in Teilen erhalten. Entlang der Östlichen Stadtmauer/Straße Am Felsenkeller besteht noch ein ursprüngliches Mauerstück. Die Topographie an dieser Stelle mit ihrem steilen Abfall in Richtung Main ermöglichte es nicht, den Graben im 19. Jahrhundert zu verfüllen. Der tiefe Grabenabschnitt zwischen Neu- und Faltertor war nie mit Wasser gefüllt, stattdessen bestand ein Trockengraben. 1887 wurde im östlichen und südlichen Teil des ehemaligen Grabens die sogenannte Anlage als Stadtpark angelegt. (49° 48′ 4,5″ N, 10° 9′ 47,7″ O)
Der Graben wurde außerdem an der Nordseite aufgefüllt, wo mit der ehemaligen Burgbefestigung bereits vor dem 15. Jahrhundert Wehranlagen nachzuweisen sind. Hier bestehen teilweise noch hohe Mauerabschnitte, die Turmdichte ist allerdings wesentlich geringer (49° 48′ 10,8″ N, 10° 9′ 45,1″ O) Letzte Überreste eines umlaufenden, überdachten Wehrgangs sind zwischen Faltertor und Herrenturm nachweisbar. Vollständig und ursprünglich hat sich das Ensemble aus Mauer, Türmen und Graben im Westen entlang der Straße Am Stadtgraben erhalten. Hier sind auch die sogenannten Grabengärten zu finden, die seit 1777 in den ehemaligen Grabenbereichen angelegt werden durften. Insbesondere die beengte Topographie um die Stadt führte dazu, dass solche Gärten sich nur an wenigen Stellen erhalten haben. (49° 48′ 5,6″ N, 10° 9′ 29,4″ O)